# الهيئة الفيدرالية لتطوير الأراضي الماليزية
الهيئة الفيدرالية لتطوير الأراضي ( Felda )؛ (بالملايوية: Lembaga Kemajuan Tanah Persekutuan)‏ . (LKTP) هي وكالة حكومية ماليزية تأسست للتعامل مع إعادة توطين فقراء الريف في مناطق مطورة حديثًا ( مستعمرات أو مستوطنات أو مخططات ) ولتنظيم مزارع أصحاب الحيازات الصغيرة لزراعة المحاصيل النقدية .
منذ التسعينيات ، لم تقم بإنشاء مستوطنات جديدة ، ولكنها انخرطت في مجموعة متنوعة من التنمية الاقتصادية والأنشطة التجارية.
أطلقت الهيئة الفيدرالية لتطوير الأراضي عددًا من كيانات الشركات الخاصة. أكبرها ، FGV Holdings Berhad ، تعتبر أكبر مشغل مزارع في العالم ، مع 811,140 هكتار (2,004,400 أكر) من مزارع نخيل الزيت ، بشكل رئيسي عبر شبه جزيرة ماليزيا ، ولكن أيضًا بما في ذلك أجزاء أخرى من ماليزيا والعالم.